# Schatkistverrichtingen
De schatkistverrichtingen, ook de extra-budgettaire verrichtingen genaamd, zijn een term gebruikt in de Belgische overheidsfinanciën.
De schatkistverrichtingen hebben naast de begrotingsverrichtingen een invloed op het netto te financieren saldo van de overheid. Het saldo van de schatkistverrichtingen wordt gedetermineerd door de saldi van de derdengelden, de kasverrichtingen, de uitgifteverschillen en de delgingsverschillen.

## Vier componenten
1. De derdengelden omvatten de inning van de belastingen voor rekening van de Europese Unie en van de regionale en lokale overheden zonder dat deze onmiddellijk aan de betreffende overheden worden overgemaakt. Het gaat in hoofdzaak om de overdrachten aan de gemeenschappen, de gewesten en de sociale zekerheid, de opcentiemen ten voordele van de provinciën en de gemeenten, de teruggaven van belastingen, de verrichtingen met de Europese Unie, alsmede om de intrestprorata’s op de uitgegeven lineaire obligaties (OLO's).
2. De kasverrichtingen omvatten vooral de wijzigingen van de kasgelden van de diverse rekenplichtigen, de bedragen die voorlopig niet kunnen worden aangerekend op de begroting bij gebrek aan voldoende informatie en de opbrengst van de beleggingen van de Schatkist. De kasverrichtingen weerspiegelen de rol van de schatkist als kassier en bankier van de overheid. Hierin worden ook de voorschotten aan parastatalen opgenomen. Met parastatalen worden overheidsinstellingen bedoeld zoals de OCMW's, de Koning Boudewijnstichting, het Paleis voor Schone Kunsten, e.a.) bedoeld.
3. De uitgifteverschillen, ook wel de positieve of negatieve uitgiftepremies genaamd, geven het verschil weer, inclusief emissiekosten, tussen de nominale waarde en de uitgifteprijs van de uitgegeven leningen waaronder obligatieleningen.
4. De delgingsverschillen houden vooral verband met de premies die de Schatkist heeft betaald bij haar terugkoopverrichtingen met lineaire obligaties op de secundaire markt. De delgingsverschillen weerspiegelen het verschil tussen eveneens de nominale waarde en de uitgifteprijs van obligaties, maar op de eindvervaldag.

## Aanvullende toelichting
De schatkistverrichtingen vloeien niet voort uit de uitvoering van de begroting, maar hebben wel een weerslag op de kastoestand en dus op de uitstaande rijksschuld, de jaarlijkse intrestlasten op de uitstaande schuld.
Het netto te financieren saldo wordt gevormd door het netto saldo van de begroting (de ontvangsten verminderd met de uitgaven) te vermeerderen met het saldo van de schatkistverrichtingen.